# Raddia portoi
Raddia portoi là một loài thực vật có hoa trong họ Hòa thảo. Loài này được Kuhlm. miêu tả khoa học đầu tiên năm 1925.